# Перший Смоленський похід Кміти (1568)
Перший похід Кміти на Смоленськ здійснювався 1568 року військами Філона Кміти супроти Московського царства. Бій став частиною Другого періоду Лівонської війни, що розпочався 1562 року.

## Історія бою
В 1568 році готувалася справжня війна, нею мав керувати особисто Сигізмунд II Август і через це під  Радошковичами зібрав 100000 війська… Коли посеред приготувань, які здійснювались для цього потужного походу, закликано всіх, ім'я яких могло бути запорукою тріумфу, в їх низці не міг бути забутим Філон Кміта. Отож, як тільки жмудський староста Ян Ходкевич підступив під щойно закладений замок Уллу, король миттю відправив Кміту з доданими: Іваном Ляцьким, Палуським, Насилівським, Іваном Проскурою, шкловським старостою Юрієм Юндзілем і 4000 вершниками, аби вторгся у Смоленське князівство. Дане собі доручення Кміта виконав з тією швидкістю, які відрізняла всі його виконання; раптово опинився під Смоленськом, виманив залогу із замку, велику кількість більш сміливих поклав трупом, інших, а саме: Тимофєєва, Неєлова, Баскакова, — взяв у полон і вручив гетьману, із своїх втратив тільки одного шляхтича Оловеніцького, бо ротмістр Гірський, чи то збитий з коня, проте врятований товариством. В будь-якому випадку, коли Кміта помітив, що ворог вражений цією сутичкою заховався в мурах і на нову битву не вийде, пустив розлого загони аж до Вязьми по всьому смоленському князівству і на кільканадцять миль вогнем та мечем спустошив край.